# Духовное управление мусульман Крыма
Духовное управление мусульман Крыма (укр. Духовне управління мусульман Криму, крымскотат. Qırım Musulmanları Diniy İdaresi) — религиозная организация, объединяющая мусульман Крыма — преимущественно крымских татар. Придерживается суннизма ханафитского мазхаба.
После аннексии Крыма Российской Федерацией в деятельности ДУМК произошёл раскол. Организация продолжила легальную деятельность в российском правовом поле как Духовное управление мусульман Республики Крым и города Севастополь (ДУМКС), тогда как в Киеве при участии Меджлиса крымскотатарского народа было создано Духовное управление мусульман Крыма.

## История

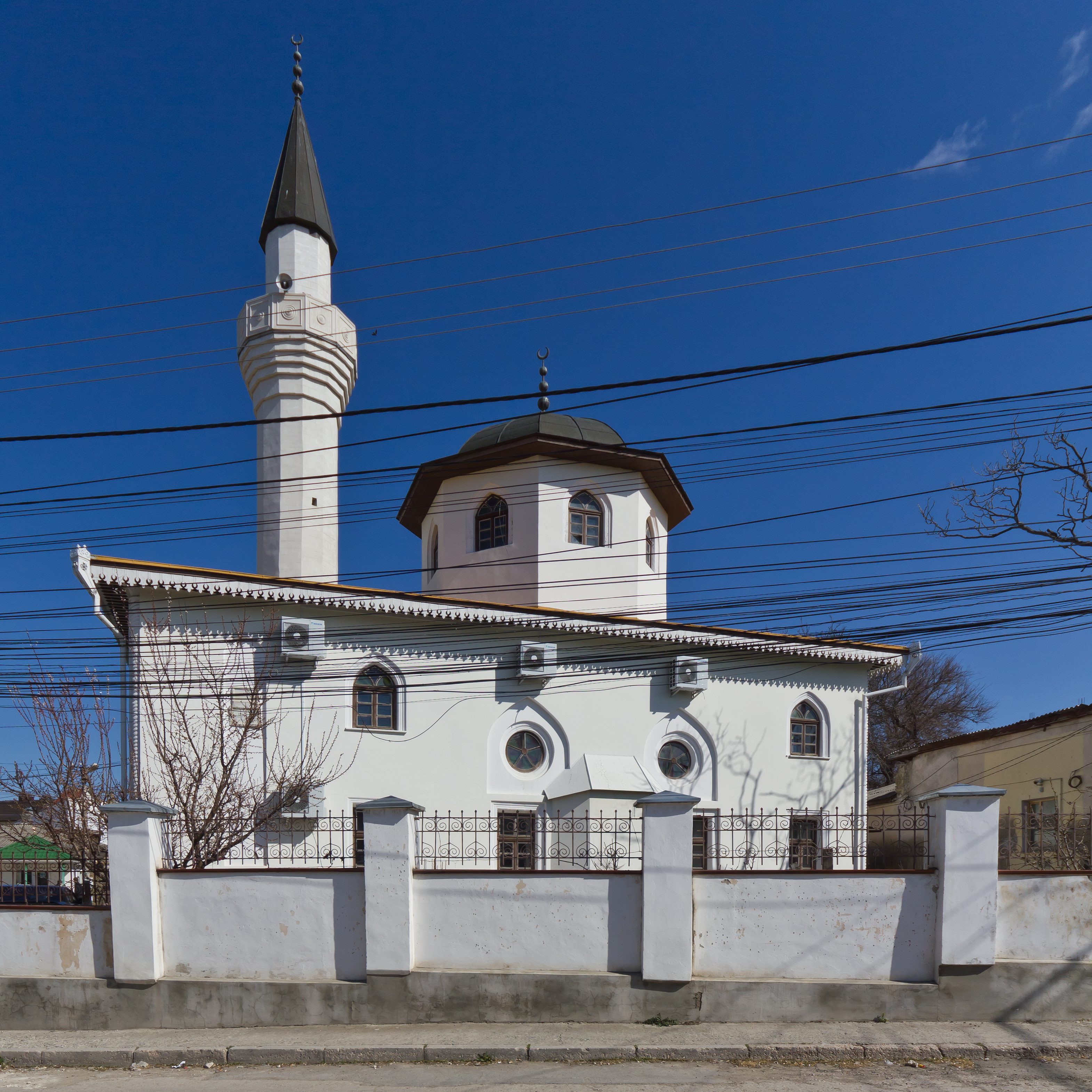
Мечеть Кебир-Джами в Симферополе является резиденцией муфтия и Духовного управления мусульман Крыма

Духовное управление мусульман Крыма создано 31 августа 1992 года в Симферополе в ходе всекрымского собрания представителей мусульманских общин. В состав управления вошёл будущий муфтият мусульман Крыма (который действовал на территории существующего ДУМУ (Духовного Управления мусульман Украины)). Согласно первоначальному уставу организация осуществляла свою работу на основе откровений Всевышнего и Корана, Сунны, норм шариата и факихов, решений Курултая мусульман Крыма и соблюдении законов Украины. Первым фактическим муфтием (в начале своего срока он именовал себя кади) Крыма был избран Сейтджелил Ибрагимов, 31-летний выпускник медресе Бухары.
В декабре 1992 года Ибрагимов и православный архиепископ Симферопольский и Крымский Лазарь стали сопредседателями Межконфессионального совета «Мир — дар Божий», который должен был содействовать улучшению межконфессиональных отношений в регионе.
ДУМК под руководством Сейтджелила Ибрагимова строил независимые отношения с Меджлисом крымскотатарского народа, стремясь не политизировать ислам. В годы управления Ибрагимова на полуострове было зарегистрировано 52 мусульманские общины. Тогда же начался процесс строительства новых и возвращения мечетей мусульманским общинам, открытие исламских учебных заведений.
В начале 1994 года Сейтджелил официально именует себя "Муфтием мусульман Крыма", возражений Духовных управлений из Уфы или из Киева не последовало
В 1994 году Ибрагимов обратился к единоверцам с призывом проголосовать на выборах в Верховный Совет Крыма за Курултай крымскотатарского народа и подписывает "Хаджи Сеитджелил-эфенди - муфтий мусульман Крыма".
Первая полноценная конференция мусульман Крыма, в работе которой приняли участие делегаты от 42-х мусульманских общин, прошла в  отреставрированном здании мечети Кебир-Джами 12 июля 1994 года. Легитимизация сана Муфтия в Крыму проходила, таким образом пост-фактум.
Независимость Ибрагимова вызывала неодобрения у руководства Меджлиса и партии «Адалет». По формальному поводу (выезду Ибрагимова на учёбу в Саудовскую Аравию) он был отстранён от должности. 18 ноября 1995 года состоялся Курултай мусульман Крыма, на котором муфтием стал Нури Мустафаев, являвшийся сторонником более глубокого участия Духовного управления мусульман Крыма в политике.
В 1998 году ДУМК принял решение создавать общины мусульман в Симферополе и Симферопольском районе. В ходе учредительной конференции был избран председатель общины. После конференции ДУМК изменил решение о назначении лидера общины, поскольку в данной общине присутствовали представители других исламских течений. В результате этого часть общины решила создать независимую от ДУМК мусульманскую общину.

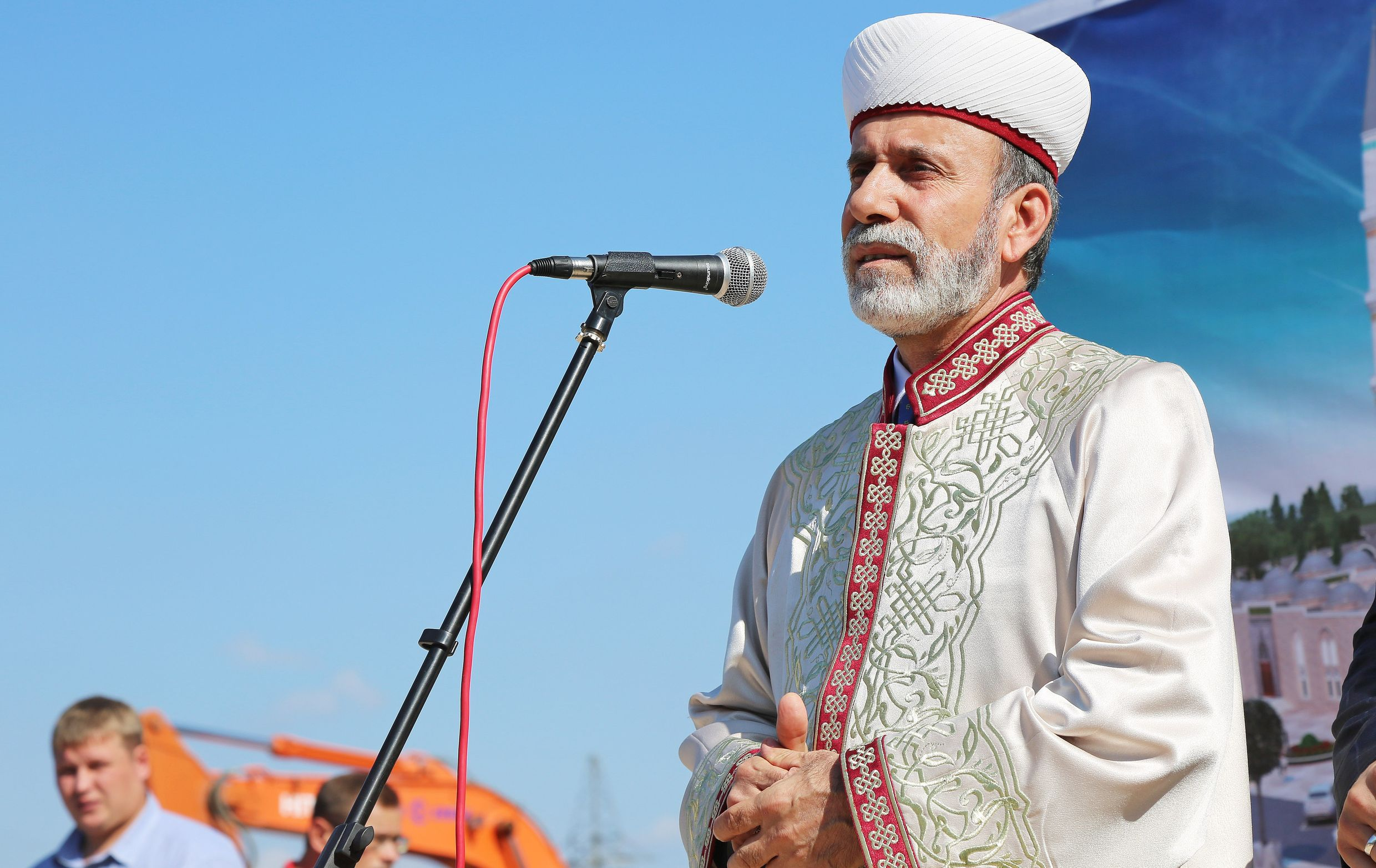
Эмирали Аблаев

На третьем Курултае мусульман Крыма, состоявшемся 4 декабря 1999 года, присутствовало 218 делегатов и около 100 гостей. Новым муфтием на закрытом голосовании стал Эмирали Аблаев, ранее являвшийся имамом села Золотое Поле. Четвёртый курултай состоялся 17 апреля 2004 года. В нём приняло участие 300 делегатов и около 100 приглашённых. На пятый курултай 26 июля 2008 года не были приглашены представители независимых мусульманских общин и некоторых общин ДУМК. По словам самого Аблаева, запрет касался представителей ваххабизма и Хизб ут-Тахрир аль-Ислами.
В декабре 2010 года была зарегистрирована оппозиционная к ДУМК организация «Духовный центр мусульман Крыма» (ДЦМК), куда вошли представители хабашитского течения. Организация фактически подчинялась Духовному управлению мусульман Украины.

### С 2014 года
После аннексии Крыма Российской Федерацией руководство ДУМК начало дистанцироваться от действий Меджлиса и было лояльно новым российским властям. В августе 2014 года было зарегистрировано Центральное духовное управление мусульман Крыма — Таврический муфтият, основная деятельность которого была направлена на уменьшения влияния ДУМК и по некоторым данным поддерживалась российскими властями. 27 февраля 2015 года Духовное управление мусульман Крыма было зарегистрировано в российском правом поле как Духовное управление мусульман Крыма и Севастополя (ДУМКС). В апреле 2015 года Мустафа Джемилев заявил, что Меджлис не рассматривает ДУМК как коллаборационистов, поскольку организация «вынуждена работать в условиях оккупации».

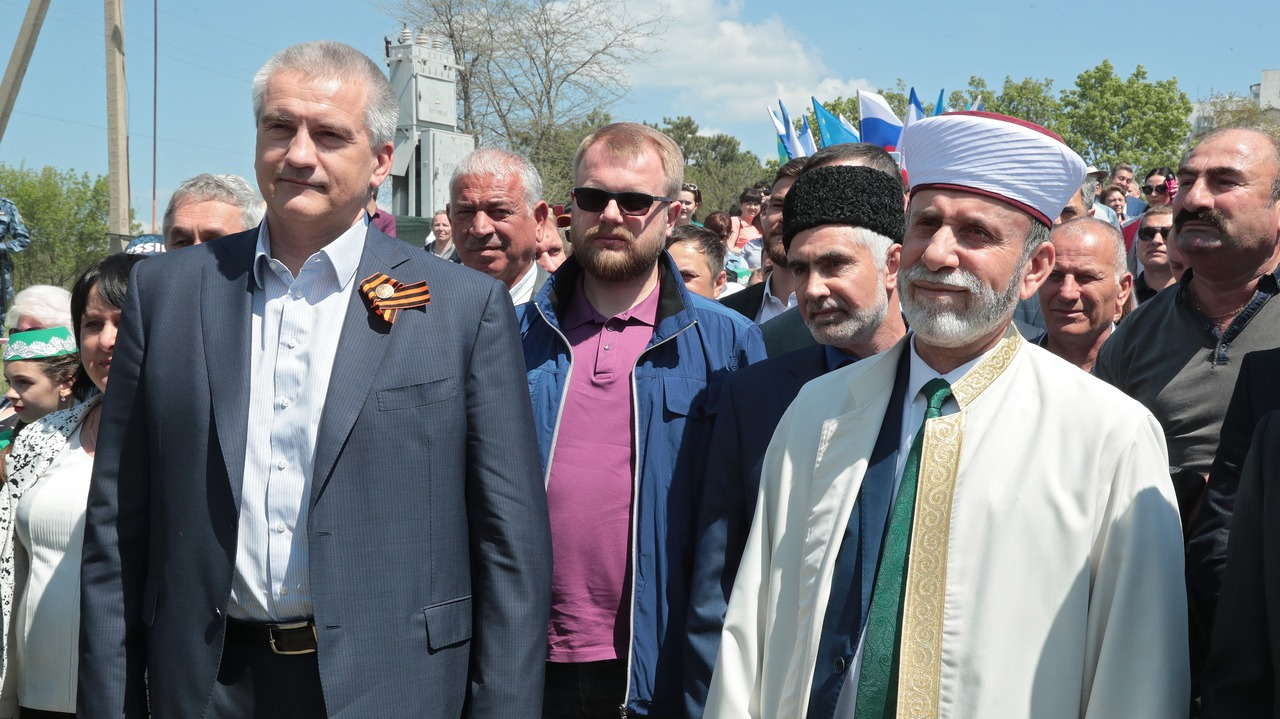
Аблаев с Главой Республики Крым Сергеем Аксёновым на праздновании Хыдырлеза, 2019 год

К концу 2015 года отношения между ДУМК и Меджлисом испортились на фоне энергетической блокады и создания крымскотатарских батальонов на территории Херсонской области. В январе 2016 года Джемилев пересмотрел своё мнение о ДУМК, заявив, что Муфтият действует в интересах России. Тогда же было объявлено о планах создать ДУМК в Киеве. В сентябре 2016 года Меджлис приостановил членство Аблаева в организации.
В июне 2016 года Аблаев заявил, что на территории полуострова не могут работать никакие другие исламские организации, кроме Духовного управления мусульман Крыма и Севастополя.

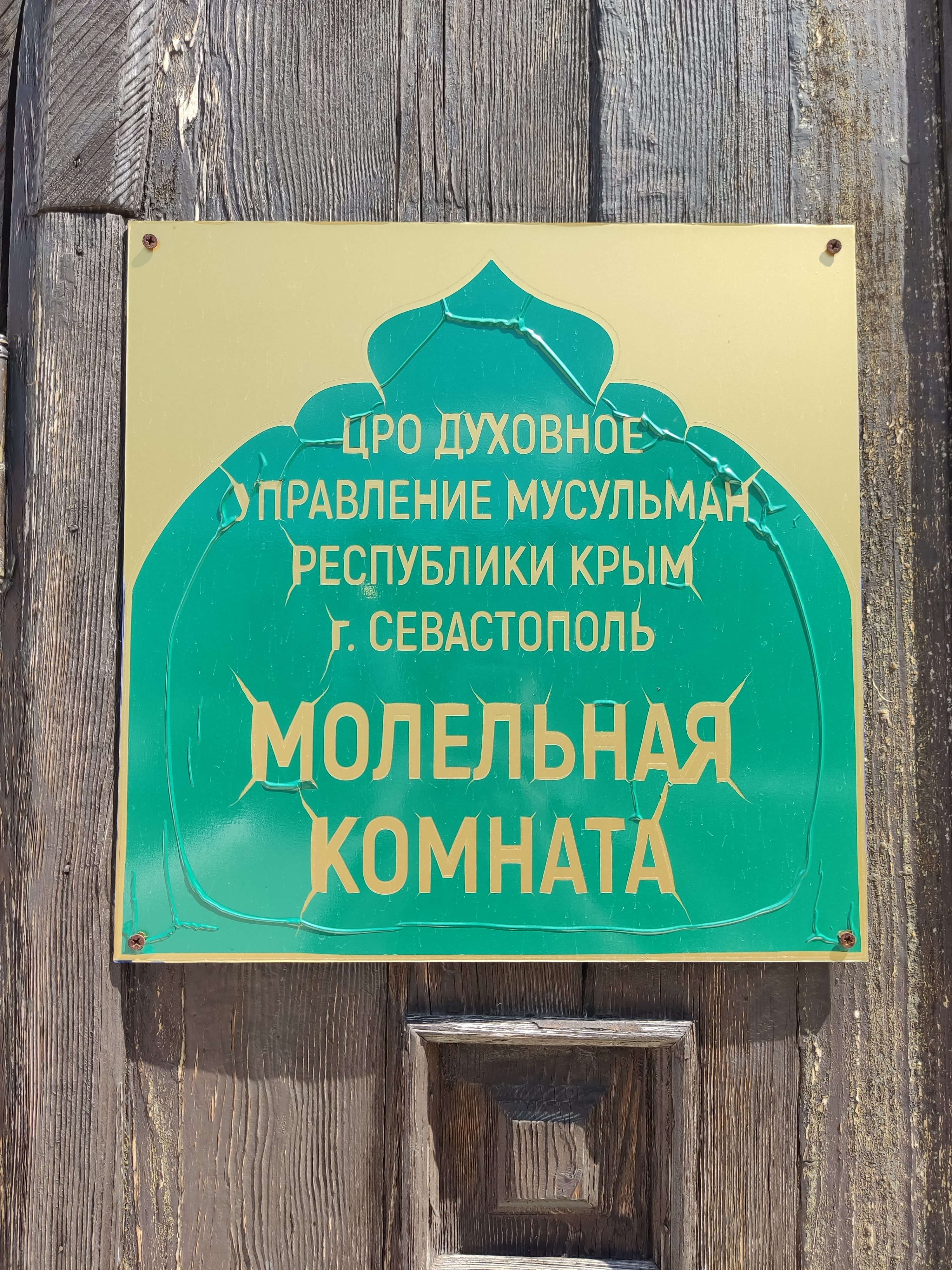
Табличка в Евпатории

19 ноября 2016 года в Киеве состоялся Съезд делегатов крымскотатарских мусульманских организаций, в котором приняло участие 40 делегатов из 14 исламских общин Украины. Делегаты приняли решение создать Муфтият в Киеве, руководителем которого был избран Айдер Рустемов, ранее возглавлявший Комитет духовных ценностей мусульман при правлении Землячества крымских татар Киева. ДУМКС назвал киевский съезд нелегитимным и заявил, что единственным представителем мусульман на полуострове является именно ДУМКС.
5 декабря 2016 года ДУМК в Киеве подписал Хартию мусульман Украины. ДУМКС в связи с этим событием заявил об использовании религии в политических целях и призвал не участвовать в действиях, направленных на раскол крымских татар.
В октябре 2018 года съезда мусульман Крыма вновь избрал Аблаева муфтием мусульман Крыма. Муфтий ДУМК в Киеве Айдер Рустемов заявил, что Аблаев не был избран, а был назначен на эту должность российскими властями.

## Структура
До аннексии Крыма значительное влияние на деятельность Духовного управления мусульман Крыма имел Меджлис. Согласно украинскому законодательству ДУМК являлся самоуправляющимся религиозным объединением мусульман Крыма. Органами духовной власти в Крыму являлись Курултай мусульман Крыма, Совет ДУМК и Муфтият ДУМК. Духовный суд осуществлял Курултай мусульман Крыма, Совет ДУМК и Муфтият ДУМК.
В Совет Духовного управления мусульман Крыма (Шура) входят четыре члена муфтията, председатель Ревизионной комиссии мусульман Крыма, председатель Меджлиса и 22 имамов Крыма, которых назначает муфтият. Между проведениями курултаев мульман Крыма Совет ДУМК наделён законодательной и судебной властью. Совет ДУМК может контролировать исполнение решений Курултая мусульман Крыма, решать важные вопросы деятельности ДУМК, выносить оценку Муфтияту ДУМК, отстранять Муфтия и членом Муфтията ДУМК.
В состав муфтията ДУМК входят девять человек, а деятельность Муфтията осуществляет Муфтий. Муфтий избирается на пятилетний срок Курултаем мусульман Крыма и совмещает должность председателя ДУМК.
Высшим органом Духовного управления мусульман Крыма является Курултай мусульман Крыма. Курултай утверждает устав ДУМК, избирает муфтия, заместителей и трёх членов Муфтията, секретаря Муфтията и Ревизионную комиссию Курултая мусульман Крыма. Председателем Курултая является Муфтий.

## Деятельность
В состав ДУМК входят духовные учебные заведения (медресе) и действующие при мечетях воскресные школы (мектебы). По состоянию на 2013 год ДУМК имел семь медресе, где занималось около 200 воспитанников.
Официальная газета ДУМК — «Хидает». К 2013 году издавалась тиражом в 3 тысячи экземпляров. Первые две полосы печатались на русском языке.
ДУМК также проводит благотворительную акцию «Мерхамет» для помощи больным детям.

## Муфтии
- Сейтджелил Ибрагимов (1992—1995), до 1994 как кади[5]
- Нури Мустафаев (1995—1999)[5]
- Эмирали Аблаев (1999—н. в.)[5]